# Фаузі Ааіш
Фаузі Мубарак Ааіш (араб. فوزي مبارك عايش, нар. 27 лютого 1985 р. в Марокко) — мароккансько-бахрейнський футболіст, гравець катарського клубу Ас-Саілія та національної збірної Бахрейну.